# Картеч

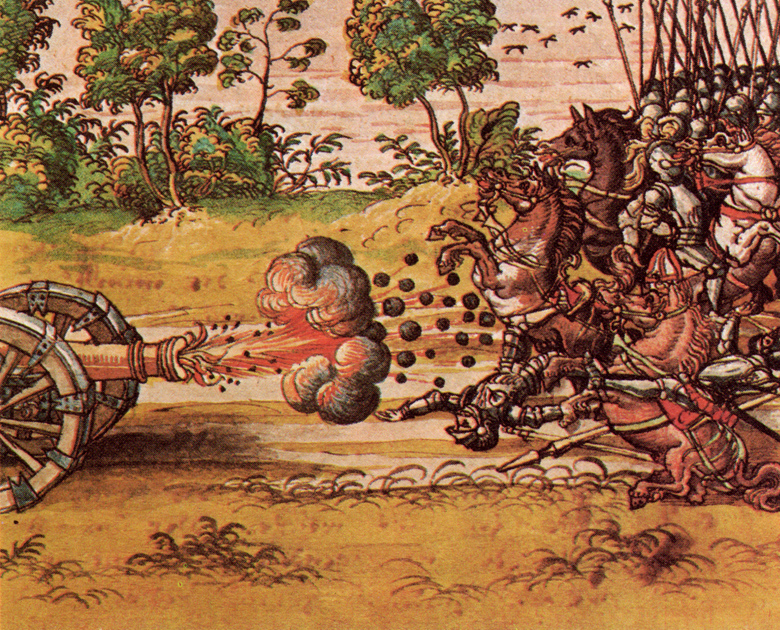
Стрільба картеччю впритул по кінноті противника. Середньовіччя.

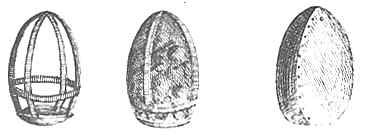
Шматочки картечі

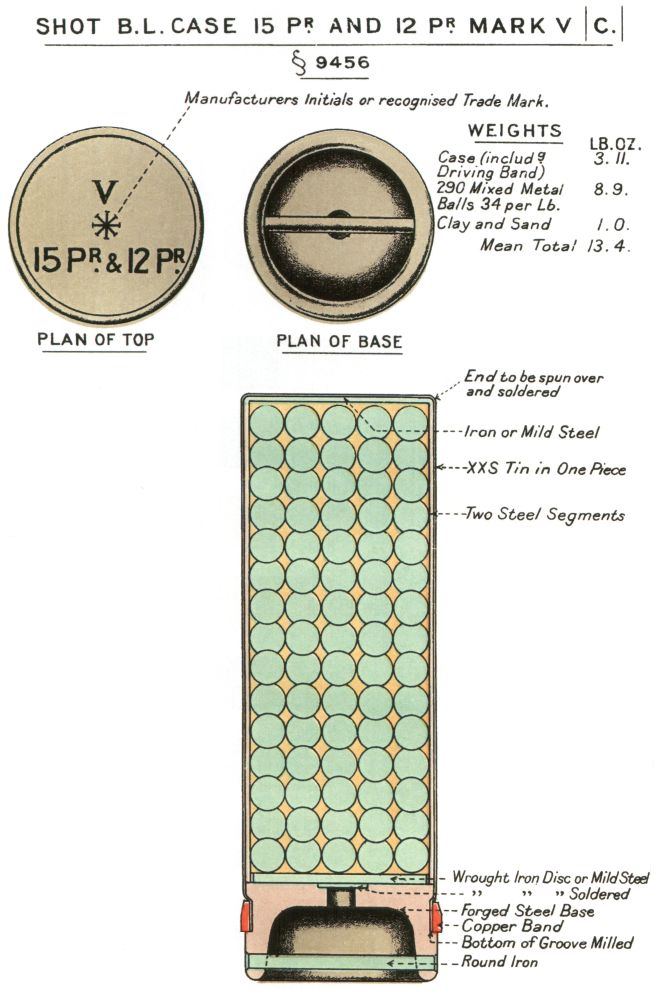
Британський 3-дюймовий снаряд з картеччю. 1914

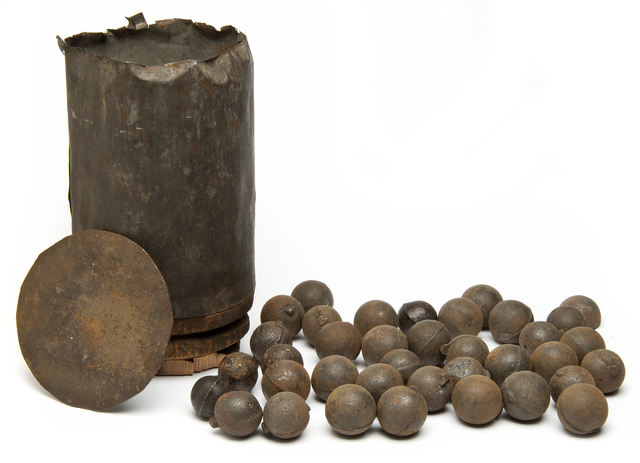
Снаряд з картеччю епохи Громадянської війни в США

Карте́ч (пол. kartecza, від італ. cartoccio — «пакування», «патрон», звідси також «картуз» і «картридж») — артилерійський снаряд, розрахований на обстріл з невеликої відстані й наповнений кулями, що широко розсипаються під час пострілу. Також картеччю називається шріт великого розміру для рушниці.

## Артилерійська картеч

### Застосування
Картеч у військовій справі — артилерійський снаряд, призначений для ураження живої сили противника на близьких відстанях (до 300 м) у відкритому полі. Звичайно картечний снаряд складався з тонкостінної циліндричної оболонки, в яку укладалися сферичні кулі. Картеч не мала ані розривного заряду, ані трубки для його займання; при пострілі з гармати внаслідок тиску порохових газів оболонка розривалася і кулі вилітали з дула снопом. Картеч для гладкостінних гармат складалася з чавунних куль; для нарізних гармат для недопущення псування нарізів ствола кулі відливалися зі свинцю, цинку або із сплавів.

### Історія
Спочатку снаряд являв собою купку дрібних каменів або шматків заліза, яка засипалася в канал ствола поверх заряду і закріплювалася пижом. Потім, для запобігання псуванню ствола, картеч стали попередньо засипати в мішечок. Останні зразки картечних снарядів мали вигляд набору сферичних чавунних або свинцевих куль у металевій або картонному циліндричному пакуванні. При цьому, якщо діаметр ствола був кратний діаметру картечин, таку картеч називали узгодженою.
На початку XIX століття була винайдена шрапнель, яка з середини того ж століття значною мірою витіснила картеч. На початок XX століття в польовій артилерії картеч становила близько 2 % всього числа снарядів, що призначалися на гармату. Водночас картеч зберігалася в боєкомплекті ряду гармат і пізніше, аж до Другої світової війни й далі, з метою самооборони обслуги гармат від піхоти противника.
З початку 21 століття картеч знову була прийнята на озброєння. Новий американський 120-мм протипіхотний картечний снаряд M1028 був введений в експлуатацію після вторгнення 2003 року в Ірак. Він містить 1098 9,5-мм вольфрамових кульок, що мають летальний ефект на відстані до 600 метрів. Цей снаряд може використовуватися для знищення противника, що спішився, у засідках, у міських кварталах, дефіле, для зупинки атаки та контратаки піхоти, а також для підтримки своїх військ, що наступають, шляхом постановки загороджувального вогню. Картечний снаряд також високоефективний у проробленні проломів для піхоти у цегляних та шлакоблокових стінах, а також у залізобетонних стінах на відстанях до 75 метрів.

## Рушнична картеч
Рушнична картеч — великий дріб для мисливських рушниць, діаметром від 5,25 до 10 мм, призначена для ураження великого звіра (вовк, сарна, кабан) на відстанях 30-70 м. Картеч випускається діаметром 5,25; 5,60; 5,70; 5,80; 5,90; 6,20; 6,50; 6,80; 6,95; 7,15; 7,55; 7,70; 8,00; 8,50; 8,80; 9,65; 10,00 мм.
З використанням картечі можна створювати особливі набої, зокрема, «боло» (названі через схожість з болеадорас) — зв'язані між собою кульки картечі.

## Інше
- Картечниця — інша назва мітральєзи.